# Burić Selo
 Burić Selo  falu Horvátországban, Károlyváros megyében. Közigazgatásilag Krnjakhoz tartozik.

## Fekvése
Károlyvárostól 26 km-re, községközpontjától  9 km-re délre a Kordun területén fekszik.

## Története
A településnek 1857-ben 166, 1910-ben 184 lakosa volt. Trianon előtt Modrus-Fiume vármegye Vojnići járásához tartozott. 2011-ben a falunak 28 lakosa volt.

## Lakosság
| Lakosság változása | Lakosság változása | Lakosság változása | Lakosság változása | Lakosság változása | Lakosság változása | Lakosság változása | Lakosság változása | Lakosság változása | Lakosság változása | Lakosság változása | Lakosság változása | Lakosság változása | Lakosság változása | Lakosság változása | Lakosság változása |
| ------------------ | ------------------ | ------------------ | ------------------ | ------------------ | ------------------ | ------------------ | ------------------ | ------------------ | ------------------ | ------------------ | ------------------ | ------------------ | ------------------ | ------------------ | ------------------ |
| 1857               | 1869               | 1880               | 1890               | 1900               | 1910               | 1921               | 1931               | 1948               | 1953               | 1961               | 1971               | 1981               | 1991               | 2001               | 2011               |
| 166                | 165                | 138                | 165                | 166                | 184                | 214                | 278                | 166                | 198                | 173                | 139                | 93                 | 79                 | 40                 | 28                 |